# Jõgeva
Jõgeva (tysk: Laisholm) er en by i det østlige Estland. Jõgeva har et indbyggertal på ca. 5.112 (2024) indbyggere og er hovedby i amtet Jõgevamaa og kommunen Jõgeva.